# Šoso-in
Šōsō-in (正倉院) je zakladnica templja Todai-dži v Nari na Japonskem. Stavba je zgrajena v slogu azekura (brunarica) z dvignjenim podom. Leži severozahodno od dvorane Velikega Bude. Šōsō-in hrani artefakte, povezane s cesarjem Šōmujem (聖武天皇) (701–756) in cesarico Kōmjō (光明皇后) (701–760), pa tudi umetnost in obrt iz obdobja Tempjō (天平) v japonski zgodovini.

## Zgodovina
Gradnjo kompleksa budističnega templja Tōdai-dži je odredil cesar Šōmu kot del nacionalnega projekta gradnje budističnih templjev. V obdobju Tempjō, v letih, ko je vladal cesar Šōmu, so Japonsko prizadele številne nesreče, pa tudi politični nemiri in epidemije. Zaradi teh razlogov je cesar Šōmu sprožil projekt provincialnih templjev. Tōdai-dži je bil imenovan za glavni tempelj teh provincialnih templjev. Cesar Šōmu je bil močan zagovornik budizma inje mislil, da bo to okrepilo tudi njegovo osrednjo oblast. Izvor samega Tōdai-džijevega skladišča Šōsō-in sega v leto 756, ko je cesarica Kōmjō posvetila več kot 600 predmetov velikemu Budi v Tōdai-dži, da bi izrazila svojo ljubezen do izgubljenega moža, cesarja Šōmuja, ki je umrl 49 dni prej. Njena donacija je bila več kot petkrat v več letih, nato pa shranjena v Šōsō-inu. V obdobju Heian je bilo veliko število zakladov, sestavljenih iz predmetov in instrumentov, ki so se uporabljali pri pomembnih budističnih službah, prenesenih iz drugega skladišča, imenovanega Kensakuin, v Tōdai-dži.
Po obnovi Meidži je prešel pod upravo nacionalne vlade, od druge svetovne vojne pa pod upravo Agencije cesarskega gospodinjstva. Je na Unescovem seznamu svetovne dediščine kot eden od zgodovinskih spomenikov starodavne Nare. Je tudi nacionalni zaklad Japonske.

## Stavba
Stavba je v slogu brunarice azekura zukuri, s tlemi, dvignjenimi na približno 2,5 m takajuka-šiki (高床式). To je arhitekturni slog, ki se je uporabljal predvsem za gradnjo kašč in skladišč. Nekaj značilnosti tega sloga gradnje so trikotni leseni tramovi, ki se združijo v vogalih, pa tudi dejstvo, da je bila sestavljena brez uporabe svornikov ali žebljev. To bi lahko bilo rahlo presenetljivo glede na višino 14 m, širino 33 m in globino približno 9,3 m. Vendar je bil to logičen in pameten korak. Zaradi sestavljanja skladišča brez vijakov ali žebljev je struktura postala zelo prožna in sposobna vzdržati potrese, naravni pojav, ki ga je Japonska dobro poznala že v obdobju Nara. Šōsō-in je tudi edina stavba, ki je preživela obleganje Nare v obdobju Heian. Natančen datum gradnje ni jasen, vendar so se gradbena dela verjetno začela kmalu po cesaričini zapuščini leta 756 n. št. in so bila zagotovo končana pred letom 759, ko so bili dokončani seznami zapuščine.

## Ohranjanje artefaktov
Ker naj bi bil Šōsō-in skladišče (dragocenih) predmetov, je bil zgrajen za ustvarjanje naravnega sistema za uravnavanje klime. Ta naravni sistem uravnavanja klime je nastal z dvigom tal na višino 2,7 m. To je omogočilo kroženje zraka pod objektom in hkrati zaščitilo konstrukcijo pred vlago. Poleg tega so v prvih nekaj desetletjih po izgradnji trikotne grede japonske paciprese (Chamaecyparis obtusa) morda delovale kot naravni regulator vlažnosti in temperature. Sami artefakti so bili shranjeni v skrinjah iz cedrovine, ki je znana po svoji vzdržljivosti. Te skrinje so bile dolge 90–110 cm, široke 60–70 cm in visoke 40–50 cm. Ne samo stavba sama, ampak tudi te skrinje so bile dvignjene od tal. Vse te prilagoditve so omogočile ohranitev zakladov v popolnem stanju.

## Zakladi
Šōsō-in danes hrani okoli 9000 predmetov, poleg tistih, ki jih je treba še klasificirati. Zakladi, ki jih je podarila cesarica Kōmjō, so bili shranjeni v Hoku Sō, severnem delu Šōsō-ina. Od vsega začetka je ta del zapečatila cesarska družina. Vstop je bil dovoljen le z izrecnim dovoljenjem cesarske družine. Petindevetdeset odstotkov likovne umetnosti in obrti v Šōsō-inu so izdelali na Japonskem okoli 8. stoletja, preostanek pa so uvozili od dinastije Tang, iz Srednje Azije, Indije, Irana itd. v istem obdobju. Zasnove teh japonskih in vzhodnoazijskih zakladov kažejo iranske, grške, rimske in egipčanske vplive zaradi kulturne izmenjave po svileni poti.
Čeprav te zbirke niso odprte za javnost, so izbori enkrat letno jeseni prikazani v Narodnem muzeju v Nari.
Predmete in zaklade, ki so bili shranjeni v Šōsō-inu, lahko razdelimo v naslednje kategorije:
- Budistični predmeti Bucugu (仏具)
- Oblačila in dodatki Fukušoku (復職)
- Pohištvo Čōdo Hin (調度品)
- Igre Jūgi gu (遊戯具)
- Glasbila Gakki (楽器)
- Orožje Budži (武事)

## Dokumenti
Šōsō-in, ki se na splošno šteje za ločenega od zakladov, je ohranil tudi več kot 10.000 dokumentov, večinoma iz skriptorija iz 8. stoletja. Ti dokumenti vsebujejo raznoliko gradivo, vključno s popisi prebivalstva, davčnimi evidencami in celo poezijo. Velika večina dokumentov pa beleži vsakodnevno vodenje zapisov urada za prepisovanje suter, ki je deloval, čeprav pod številnimi različnimi imeni, med letoma 727 in 776. Zbirka je morda globalno neprimerljiva kot tesno osredotočena arhivska zbirka rokopisov iz osmega stoletja.
Dokumente je v 1830-ih prvič ponovno odkril antikvar Hoida Tadatomo. Hoida in njegovi nasledniki so posamezne liste olupili in jih znova sestavili v nove zvitke, kar je porušilo prvotno organizacijo dokumentov. Tiskane različice večine dokumentov so bile objavljene v prvih petindvajsetih zvezkih Dai Nihon komondžo z začetkom leta 1901. Poznejša raziskava je znanstvenikom omogočila, da so bolje razumeli, kako so bili zvitki prvotno konfigurirani. Prav tako so bili digitalizirani in so zdaj javno dostopni za ogled.

## Zbirka svile
Od leta 1994 Urad Agencije za cesarsko gospodinjstvo zakladnice Šoso-in, ki je odgovoren za upravljanje skladišča, izdeluje natančne reprodukcije starodavnih tkanin iz Nare. Poleg videza in barve je bilo poskrbljeno tudi za reprodukcijo načina izdelave in tkanja. Svilo vsako leto podari cesarica Mičiko, ki osebno vodi Momidžijama Imperial Cocoonery v Tokijski cesarski palači.